# SpainSAT
SpainSAT ist ein spanischer Kommunikationssatellit für militärische Anwendungen. Er ergänzt die Aufgaben des Satelliten XTAR-EUR und wird ähnlich vermarktet. Das Joint Venture XTAR LLC aus Loral Space & Communications (USA) und  Hisdesat (Spanien) gab den Satelliten in Auftrag, betreibt den Satelliten und bietet die Übertragungskapazitäten den Regierungen und Verteidigungsministerien in Spanien, den USA und befreundeten Natostaaten an.
Wie XTAR-EUR wurde auch SpainSAT von der Firma Space Systems/Loral (SSL) gebaut.
Beide Satelliten zusammen kosteten einschließlich Start ca. 415 Mio. Euro.
Im Mai 2019 gab Hidesat die beiden Nachfolgesatelliten Spainsat-NG I und II in Auftrag. Der Start des ersten Satelliten erfolgte am 30. Januar 2025.